# Gare de Cormano-Brusuglio
La gare de Cormano-Brusuglio (en italien, Stazione di Cormano-Brusuglio) était une gare ferroviaire italienne de la ligne de Milan à Asso, située à Brusuglio sur le territoire de la commune de Cormano dans la province de Milan en région de Lombardie.

## Situation ferroviaire
Établie à environ 151 mètres d'altitude, la gare de Cormano-Brusuglio est située au point kilométrique (PK) 9 de la ligne de Milan à Asso, entre les gares de Milan-Bruzzano et de Cusano-Milanino.

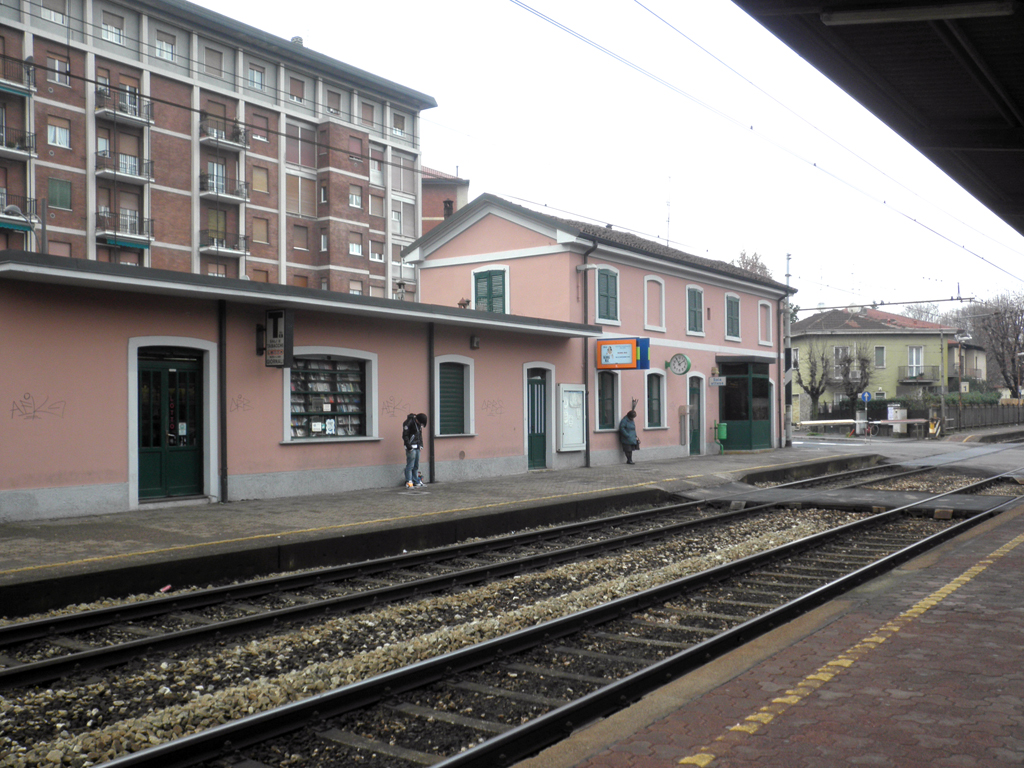
Intérieur de la gare, voies et quais (2010).

A été supprimé en 26 avril 2015.

## Service des voyageurs

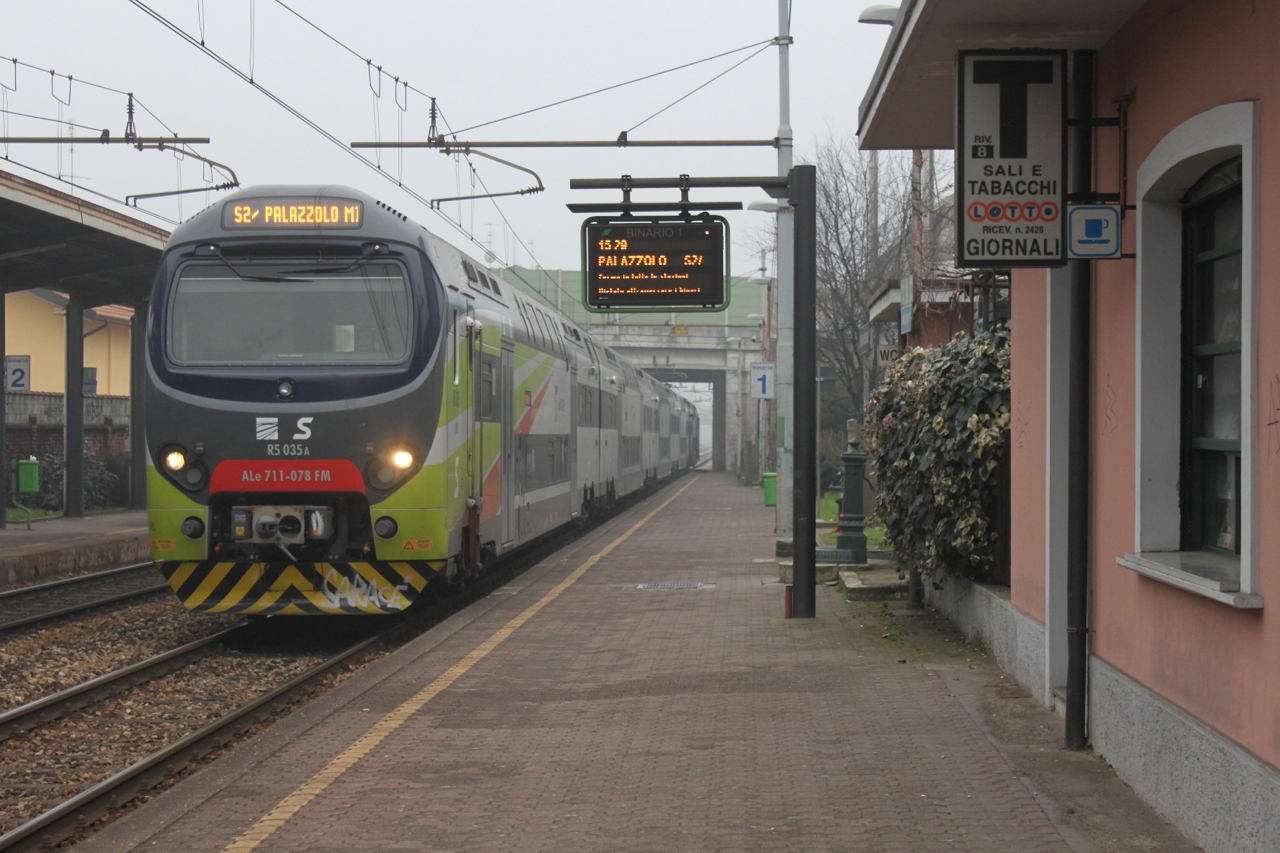
FNM EB 711-078 à la gare

### Accueil
Gare voyageurs LeNord, elle dispose d'un bâtiment voyageurs, avec guichet et automate pour l'achat de titres de transport.

### Desserte
Cormano-Brusuglio est desservie par des trains de la ligne S2, Mariano-Comense - Milan-Rogoredo du Service ferroviaire suburbain de Milan et de la ligne S4.

### Intermodalité
Seules quelques places de parking sont à proximité immédiate. 